# Pozegnanie jesieni
Pozegnanie jesieni è un film del 1990 diretto da Mariusz Trelinski.